# Podhorany (Prešov)
Podhorany (em húngaro: Ásgút) é um município da Eslováquia, situado no distrito de Prešov, na região de Prešov. Tem 7,12 km² de área e sua população em 2018 foi estimada em 843 habitantes.

## Demografia
| Ano:        | 1994 | 2004    | 2014    | 2024    |
| ----------- | ---- | ------- | ------- | ------- |
| Broj ljudi: | 610  | 685     | 778     | 890     |
| Razlika:    |      | +12,29% | +13,57% | +14,39% |

| Ano:               | 2023 | 2024   |
| ------------------ | ---- | ------ |
| Número de pessoas: | 878  | 890    |
| Diferença:         |      | +1,36% |